# Grana Padano
Il Grana Padano è un formaggio italiano DOP a pasta dura da latte crudo e a maturazione lenta, appartenente alla famiglia generica dei grana.
Si produce in trentadue province dell'Emilia-Romagna, della Lombardia, del Piemonte, del Trentino-Alto Adige, dove assume, limitatamente alla provincia autonoma di Trento, la denominazione di Trentingrana, e del Veneto; tutte le fasi della filiera produttiva (allevamento e mungitura delle bovine, raccolta e trasformazione del latte in formaggio, stagionatura, eventuale grattatura) devono obbligatoriamente avvenire nella zona di origine.
Con più di 5 200 000 di forme prodotte nel 2022 è il formaggio DOP più consumato al mondo, nonché, con 1 938 328 forme esportate nel 2018, corrispondenti a circa 130000 t, è il formaggio italiano DOP più esportato al di fuori dei confini nazionali.

## Storia
Secondo la tradizione, il formaggio grana della pianura padana nacque nel 1135 nell'abbazia di Chiaravalle, situata al confine sud di Milano; l'identificazione di questa abbazia come luogo di nascita del progenitore del Grana Padano non è, tuttavia, certa, dal momento che nella pianura Padana era presente un'altra abbazia omonima, situata tra Piacenza e Fidenza. La produzione del formaggio fu una conseguenza indiretta della bonifica di ampie porzioni di territorio planiziale, le quali vennero utilizzate per l'allevamento e l'agricoltura. L'aumento delle attività portò ad un surplus della produzione di latte i cui consumi erano largamente insufficienti a saturare la capacità produttiva: questo spinse i monaci a ricercare delle metodologie che permettessero di ottenere prodotti a lunga conservazione a partire dal latte in modo da evitare che buona parte della produzione andasse sprecata. Con tutta probabilità, i monaci non svilupparono la produzione del nuovo formaggio da zero, ma attinsero, migliorandole, da tecniche già sviluppate in precedenza in altri centri religiosi dove la pratica dell'allevamento bovino era attiva da almeno un secolo.
Il formaggio da grana iniziò, quindi, ad essere prodotto in apposite caldaie realizzate all'interno dei monasteri che assolvevano, quindi, alla funzione che sarebbe stata successivamente svolta dai caseifici. I monaci denominarono questo nuovo prodotto con il nome latino caseus vetus, ovvero formaggio vecchio, per distinguerlo dai formaggi freschi, la cui produzione era iniziata precedentemente, che andavano consumati entro breve tempo dalla loro produzione. Tuttavia, la gente comune, che non aveva dimestichezza con la lingua latina, assegnò al nuovo formaggio il nome di grana a causa della presenza nella pasta compatta di granellini bianchi, causata da piccoli cristalli di calcio residuati della trasformazione a cui era sottoposto il latte. A questo nome veniva affiancato l'etnico riferito al luogo di produzione: tra le varianti di grana più citate durante il Medioevo spiccavano il lodesano o lodigiano, considerato da alcune fonti come la produzione più antica, il milanese, il parmigiano, il piacentino ed il mantovano.
Il primo documento in cui si cita uno di questi formaggi risale al 1254 ed è un atto notarile conservato presso l'Archivio di Stato di Genova che parla al suo interno di un casei paramensis, ovvero formaggio parmigiano. Circa un secolo dopo, il formaggio parmigiano grattugiato venne citato all'interno del Decamerone di Giovanni Boccaccio, nel passaggio in cui viene descritto il paese di Bengodi.
Nei secoli successivi il formaggio incontrò un considerevole successo all'interno dell'area padana, diventando una pietanza tradizionalmente consumata durante i banchetti della nobiltà e delle famiglie regnanti; tra le testimonianze più importanti riguardanti il successo avuto, vi è una lettera scritta da Isabella d'Este, moglie del marchese di Mantova Francesco II Gonzaga che nel 1504 inviò il formaggio come regalo alla famiglia di origine, che regnava sul ducato di Ferrara. Parallelamente alla diffusione presso le famiglie nobili, il formaggio iniziò a essere consumato anche da parte della gente comune, principalmente grazie alla sua conservabilità nel tempo, che lo rendeva un cibo adatto a fungere da scorta in previsione di eventuali carestie.

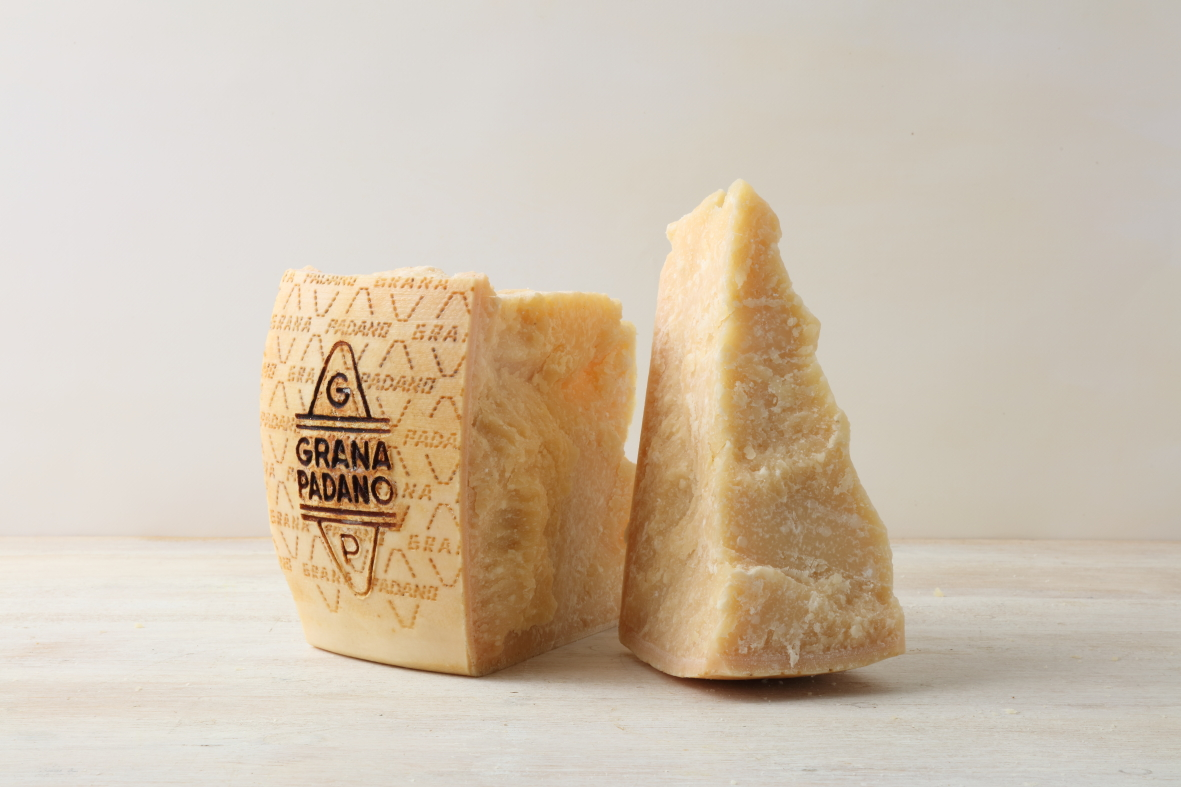
Grana Padano DOP

Nel giugno 1951 venne siglata a Stresa, da parte di tecnici e operatori caseari provenienti da diverse parti d'Europa, una convenzione che fissava norme precise in tema di denominazioni dei formaggi e indicazioni sulle loro caratteristiche. La convenzione stabiliva anche la distinzione in termini di aree di produzione e di disciplinari tra il formaggio "di Grana Lodigiano", che sarebbe, poi, divenuto il Grana Padano, e il Parmigiano Reggiano. Il 18 giugno 1954, dopo che nell'aprile dello stesso anno la convenzione di Stresa era stata recepita dall'Italia tramite una legge riguardante la tutela delle denominazioni di origine e tipiche dei formaggi che al proprio interno conteneva le norme riguardo alla costituzione di consorzi volontari per la tutela delle denominazioni di origine e tipiche dei formaggi, venne costituito, su iniziativa delle associazioni di categoria Federlatte e Assolatte, il Consorzio per la tutela del Formaggio Grana Padano, al quale parteciparono produttori, commercianti e stagionatori.
Il 30 ottobre 1955 venne promulgato un decreto del presidente della repubblica che riconobbe per la prima volta il Grana Padano come denominazione di origine: l'atto normativo, inoltre, fissò una serie di requisiti che il formaggio prodotto avrebbe dovuto rispettare per essere coperto dalla denominazione di origine, tra cui area e periodo di produzione, forma e dimensioni e modalità di stagionatura. Lo stesso atto prevedeva, infine, la possibilità, per il solo Grana prodotto all'interno della provincia di Trento, di affiancare al termine Grana Padana il riferimento alla provincia di origine. Nel 1957 il consorzio ottiene ufficialmente il riconoscimento del proprio ruolo riguardo alla vigilanza sulla produzione e commercializzazione del Grana Padano.
Nel giugno 1996, con l'approvazione del regolamento CE numero 1107, il Grana Padano ottiene il riconoscimento di formaggio DOP da parte dell'Unione Europea.

## Processo di produzione

### Provenienza e alimentazione del bestiame

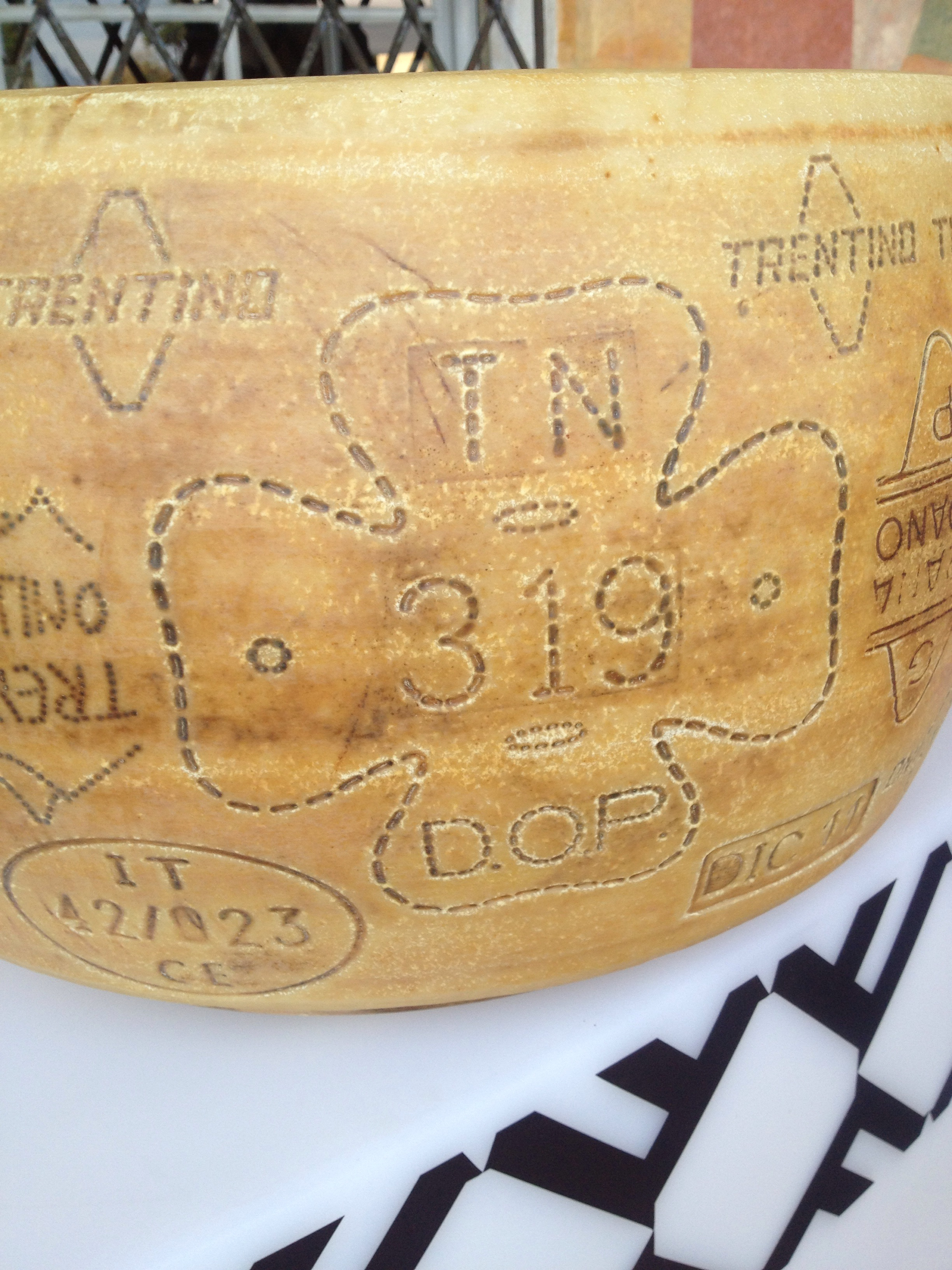
Forma di Trentingrana con il logo diverso dalle forme di Grana Padano prodotte nelle altre province

La denominazione di origine protetta Grana Padano prevede che il formaggio possa essere prodotto durante tutto l'anno solare utilizzando esclusivamente latte crudo di vacca proveniente dalla zona di produzione definita dal disciplinare.
L'alimentazione delle vacche in lattazione, degli animali in asciutta e delle manze che superano i 7 mesi di età prevede l'utilizzo esclusivo di alimenti prodotti nelle stesse aziende di produzione del latte oppure provenienti dai territori di produzione. Almeno la metà della sostanza secca di quanto assunto giornalmente dai bovini deve essere costituita da foraggi con rapporto foraggio/mangime maggiore o uguale a 1. Il 75% della sostanza secca che costituisce il foraggio deve avere origine all'interno della zona in cui viene realizzato il latte.
Tra i foraggi ammessi dal disciplinare sono presenti foraggi freschi di varie essenze tra cui trifoglio, segale, avena e frumento, fieni realizzati tramite l'essiccamento delle stesse varianti di foraggio fresco ammesse, paglie realizzate da cereali come frumento, avena e orzo; trinciato di mais e fieni silo sono ammessi per la produzione di Grana Padano, ma non per la produzione di Trentingrana. Tra i mangimi è permesso l'impiego di cereali e derivati, semi oleosi, tuberi, foraggi disidratati, prodotti dell'industria zuccheriera, semi di leguminose e carrube nonché grassi, minerali, diverse tipologie di additivi come vitamine, amminoacidi e antiossidanti e lievito di birra.
Originariamente, al Grana Padano, similmente ad altri formaggi come il Parmigiano Reggiano, venivano assegnati dei nomi a seconda del periodo dell'anno in cui esso veniva prodotto
- Vernengo (o Invernengo): prodotto durante la stagione invernale[12],
- Di testa (o Maggengo): prodotto tra la primavera e l'estate[12] e solitamente considerato la migliore produzione[13],
- Tardivo (o Terzolo): prodotto durante la stagione autunnale.

La differenza di denominazione dipendeva dalle diverse tipologie di foraggi tramite i quali venivano alimentate le vacche durante le varie stagioni, le quali conferivano colore e aromi differenti al latte e, conseguentemente, al formaggio: infatti le produzioni invernali, caratterizzate da un utilizzo quasi esclusivo di fieno secco originavano un latte più bianco, caratteristica che influenzava, poi, anche il formaggio che aveva una più alta percentuale di materia grassa sul totale e veniva sottoposto a periodi di stagionatura prolungati. Al contrario, le produzioni primaverili e estive potevano beneficiare dell'alimentazione a base di erba fresca, con un lasso di tempo durante la primavera durante il quale il formaggio presentava caratteristiche intermedie. La distinzione tra le diverse produzioni è, poi, caduta in disuso con l'utilizzo di tecniche di produzione più avanzate e la standardizzazione dell'alimentazione delle vacche da latte.

### Trasformazione
Il latte utilizzato per la produzione del Grana Padano proviene da vacche munte due volte al giorno e non può derogare dalle normative sanitarie per quanto riguarda la carica batterica totale e il tenore di cellule somatiche. Dopo la mungitura esso deve essere conservato a una temperatura superiore o uguale a 8 °C; possono venire mescolate al massimo due munte di cui almeno una tenuta a riposo fino ad arrivare ad una parziale scrematura dovuta all'affioramento naturale. Al termine della scrematura, il rapporto grasso/caseina deve essere compreso tra 0,8 e 1,05 (1,15 per il Trentingrana).

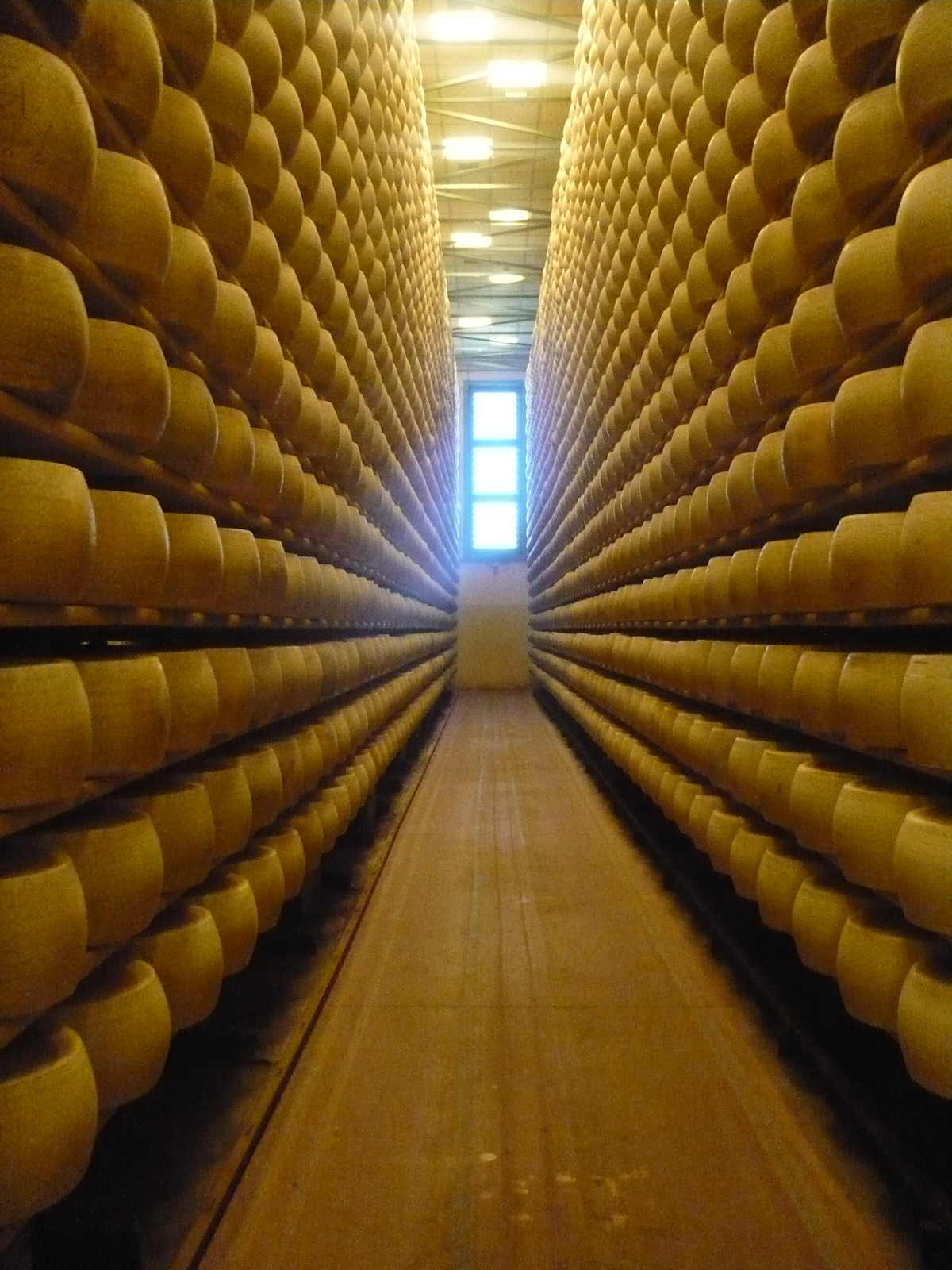
Forme di grana padano

Il latte, il quale non può essere sottoposto ad alcune genere di procedure volte a modificarne lo status, viene, poi, inserito nella caldaia che deve essere realizzata in rame oppure avere quantomeno il rivestimento interno di tale metallo. All'interno di una caldaia vengono inseriti circa 1000 l di latte alla volta, dai quali verranno ottenute due forme, dette gemelle.
Prima dell'inizio della cottura viene aggiunto al latte il siero risultante dalla preparazione del formaggio avvenuta nei giorni precedenti il quale, grazie alla presenza di alcuni batteri, viene utilizzato per iniziare il processo di produzione del formaggio; è altresì permessa l'aggiunta al latte di lisozima, mentre la cagliatura è ottenuta tramite caglio di vitello aggiunto dopo che il latte è stato scaldato fino a una temperatura compresa tra 31 e 33 °C. La cagliata subisce, in seguito, la rottura mediante l'utilizzo di uno spino e viene cotta fino a raggiungere una temperatura massima non superiore a 56 °C.

Spazzolatrice meccanica risalente a prima del 1950

Una volta terminata la cottura, la cagliata rimane all'interno della caldaia, immersa nel siero, fino a 70 minuti. La massa cagliata viene, quindi, divisa in due parti di uguali dimensioni che danno origine alle due forme, ciascuna delle quali viene estratta dalla caldaia dopo essere stata avvolta in una tela di lino. Ogni forma viene conservata in una fascera, all'interno della quale, a circa 12 ore dall'estrazione viene inserita una seconda fascera prodotta in materiale plastico mediante la quale vengono impressi i contrassegni indicanti il numero di matricola del caseificio, la sigla della provincia e il mese e l'anno di produzione e lo stemma del Consorzio Tutela Grana Padano. Viene, inoltre, inserita anche una placca in caseina riportante il numero univoco di identificazione della forma. Trascorso un giorno, la fascera originaria viene sostituita da una seconda, realizzata in acciaio e dalla forma bombata; grazie alla sua particolare sagomatura, il bordo della forma assume un andamento a scalzo convesso, mentre le superfici superiore e inferiore rimangono pressoché piatte. Successivamente, le forme sono conservate in salamoia per un lasso di tempo che può variare tra 14 e 30 giorni. Immediatamente dopo la permanenza all'interno della salamoia, le forme vengono traslate all'interno di una camera, detta calda, dove vengono asciugate per alcune ore.

### Stagionatura
Dopo aver salato e asciugato le forme, inizia la fase di stagionatura che deve durare almeno 9 mesi e deve essere espletata all'interno di un ambiente con temperatura compresa tra 15 e 22 °C.
Durante la stagionatura ognuna delle forme viene sottoposta regolarmente a pulizia e, ogni circa 15 giorni, viene girata su se stessa; originariamente la pratica veniva svolta a mano con l'utilizzo di spazzolatrici meccaniche, in seguito sostituite da spazzolatrici e rivoltatrici automatiche.
Dopo almeno 8 mesi di maturazione, le forme il cui valore di fosfatasi alcalina prelevata nella parte di pasta posta 1 cm al di sotto crosta a metà altezza dello scalzo sia rispettoso di tutti i parametri del disciplinare e compatibile con l'utilizzo di latte crudo per la sua produzione, subiscono il passaggio di espertizzazione al termine del quale la forma viene marchiata a fuoco. Le altre forme subiscono, invece, la cancellazione del marchio che era stato impresso tramite le fascere.
Al termine della stagionatura una forma di Grana Padano DOP deve obbligatoriamente avere un peso variabile compreso tra 24 e 40 kg. La resa a partire dal latte è di circa un chilogrammo di formaggio Grana Padano prodotto ogni 15 l di latte.

### Tabella nutrizionale per una porzione da 100 grammi

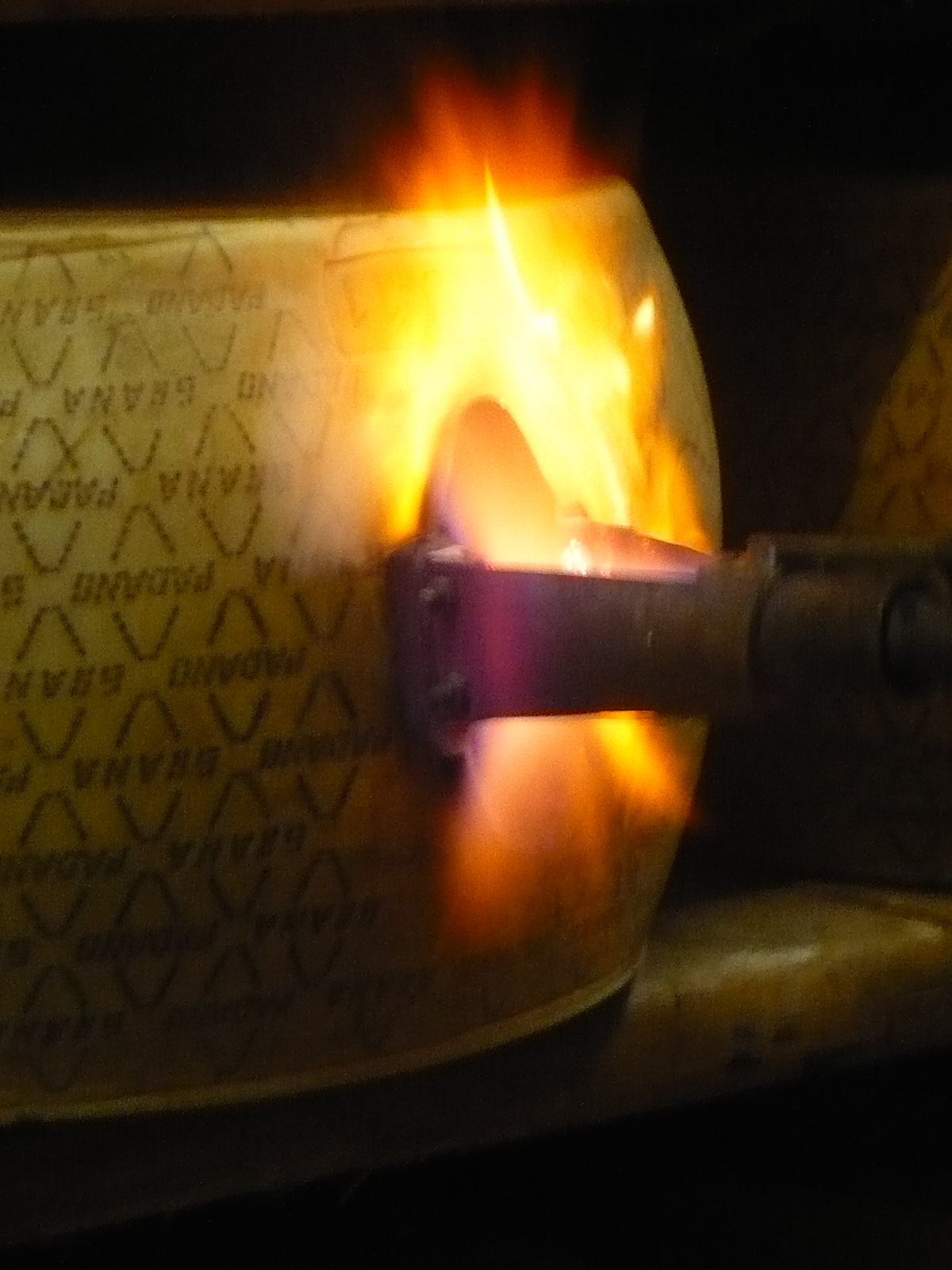
La marchiatura del Grana Padano

## Valori nutrizionali

### Tabella nutrizionale per una porzione da 100 grammi[19]
- | Nutrienti principali   |          |
| Acqua                  | 32 g     |
| Calorie                | 398 Kcal |
| Proteine totali        | 33 g     |
| Aminoacidi totali      | 6 g      |
| Grasso                 | 29 g     |
| Fibre                  | 0 g      |
| Ceneri                 | 4,6 g    |
| Carboidrati            |          |
| Zucchero (carboidrati) | <1 g     |
- | Minerali                  |         |
| Calcio                    | 1165 mg |
| Fosforo                   | 692 mg  |
| Potassio                  | 120 mg  |
| Magnesio                  | 63 mg   |
| Zinco                     | 11 mg   |
| Rame                      | 0,5 mg  |
| Ferro                     | 0,14 mg |
| Rapporto Calcio / Fosforo | 1,7     |
| Sale                      | 1,5 g   |
| Iodio                     | 35,5 μg |
| Selenio                   | 12 μg   |
- | Vitamine          |         |
| Vitamina A        | 224 μg  |
| Vitamina B1       | 20 μg   |
| Vitamina B2       | 0,36 mg |
| Vitamina B6       | 0,12 mg |
| Vitamina B12      | 3 μg    |
| Vitamina D3       | 0,5 μg  |
| Vitamina PP       | 3 μg    |
| Vitamina E        | 206 μg  |
| Acido Pantotenico | 246 μg  |
| Colina            | 20 mg   |
| Biotina           | 6 μg    |
- | Lipidi                    |         |
| Acidi grassi saturi       | 18,4 g  |
| Acidi grassi monoinsaturi | 7,4 g   |
| Acidi grassi polinsaturi  | 1,1 g   |
| Colesterolo               | 98,3 mg |